# Retourkutsche
Retourkutsche (von französisch retour „Rückkehr“, „Wiederkehr“) ist eine redensartliche Bezeichnung für einen Vorwurf, der auf den, der ihn erhoben hat, oder auf die von ihm damit verteidigte Position zurückgewendet wird. Das damit bezeichnete Argumentationsverhalten, fachsprachlich eine Retorsion oder ein Tu-quoque-Argument, wird durch den Ausdruck Retourkutsche in der Tendenz abwertend als einfalls- und hilflos, zur Verteidigung oder zum Gegenangriff ungeeignet zurückgewiesen („Retourkutsche zählt nicht“, „gilt nicht“, „fährt nicht“).

## Etymologie
Das Wort ist eine Entlehnung aus dem Französischen carrosse de retour, einem Begriff des Post- und Transportwesens. Damit bezeichnete man im Französischen seit dem 17. Jahrhundert eine Mietkutsche, bei deren Anmietung der Reisende sich verpflichtet hatte, für ihre Rückkehr an den Ort der Anmietung zu sorgen, so dass er sie auf eigene Kosten leer zurückfahren lassen musste, sofern er nicht am Zielort jemanden fand, der sie (oft zu einem günstigen Preis) für die Rückfahrt mietete.

## Deutsche Wortgeschichte
Eine solche Leerkutsche für die kostengünstige Rückfahrt nannte man auch im Deutschen seit dem 18. Jahrhundert nach französischem Vorbild eine Retourkutsche, oder auch eine Rückkutsche.
Im Sprachgebrauch der Berliner wurde das Wort zu einem Spitznamen für die Quadriga des Brandenburger Tors, zur Erinnerung an ihre triumphale Rückkehr nach Berlin, nachdem sie zunächst von Napoleon, im Volksmund deshalb auch „Pferdedieb von Berlin“ genannt, 1806 als Beutegut nach Paris entführt, 1814 dann aber nach dem Einmarsch Blüchers in Paris dort wiederentdeckt und unter patriotischen Feiern nach Berlin zurücktransportiert worden war.
In übertragener Verwendung, aber in einem anderen als dem heute üblichen Sinn, wurde das Wort vereinzelt schon im 19. Jahrhundert zur Umschreibung der Unumkehrbarkeit geschichtlichen Fortschritts gebraucht („In der Weltgeschichte giebt es keine Retourkutschen“, Friedrich Christoph Förster). Wann die heute übliche redensartliche Verwendungsweise entstand, die aus einem billigen Reisemittel ein an den Gegner zurückgegebenes Argument macht, und die im Französischen – wo man hierfür einfach von einem retour oder retort spricht – keine Entsprechung hat, ist nicht näher bekannt. In fachwissenschaftlichem Zusammenhang begegnet sie als in Anführungszeichen gesetzter Kolloquialismus schon zu Beginn des 20. Jahrhunderts mehrfach bei Sigmund Freud, und zwar zur Charakterisierung eines infantilen Abwehrverhaltens, eines „Mechanismus der infantilen ‚Retourkutsche‘ (...), der einen empfangenen Vorwurf unverändert auf den Absender zurückwendet“.